# Дженола (Юта)
Дженола (англ. Genola) — місто (англ. town) в США, в окрузі Юта штату Юта. Населення — 1548 осіб (2020).

## Географія
Дженола розташована за координатами 40°0′43″ пн. ш. 111°50′53″ зх. д. / 40.01194° пн. ш. 111.84806° зх. д. (40.011993, -111.847985).  За даними Бюро перепису населення США в 2010 році місто мало площу 35,88 км², з яких 34,76 км² — суходіл та 1,11 км² — водойми.

## Демографія
Згідно з переписом 2010 року, у місті мешкало 1370 осіб у 348 домогосподарствах у складі 302 родин. Густота населення становила 38 осіб/км².  Було 373 помешкання (10/км²).
Расовий склад населення:
| - 92,3 % — білих - 0,5 % — чорних або афроамериканців - 0,1 % — вихідців з тихоокеанських островів - 0,1 % — корінних американців - 0,1 % — азіатів - 6,4 % — осіб інших рас |

До двох чи більше рас належало 0,5 %. Частка іспаномовних становила 8,5 % від усіх жителів.
За віковим діапазоном населення розподілялося таким чином: 39,2 % — особи молодші 18 років, 52,2 % — особи у віці 18—64 років, 8,6 % — особи у віці 65 років та старші. Медіана віку мешканця становила 26,5 року. На 100 осіб жіночої статі у місті припадало 111,1 чоловіків;  на 100 жінок у віці від 18 років та старших — 109,8 чоловіків також старших 18 років.
Середній дохід на одне домашнє господарство  становив 67 179 доларів США (медіана — 55 250), а середній дохід на одну сім'ю — 74 887 доларів (медіана — 69 688). Медіана доходів становила 35 417 доларів для чоловіків та 26 875 доларів для жінок. За межею бідності перебувало 16,5 % осіб, у тому числі 14,8 % дітей у віці до 18 років та 6,2 % осіб у віці 65 років та старших.
Цивільне працевлаштоване населення становило 587 осіб. Основні галузі зайнятості: освіта, охорона здоров'я та соціальна допомога — 21,8 %, роздрібна торгівля — 16,0 %, сільське господарство, лісництво, риболовля — 14,1 %.